# Sant’Elena (Insel)

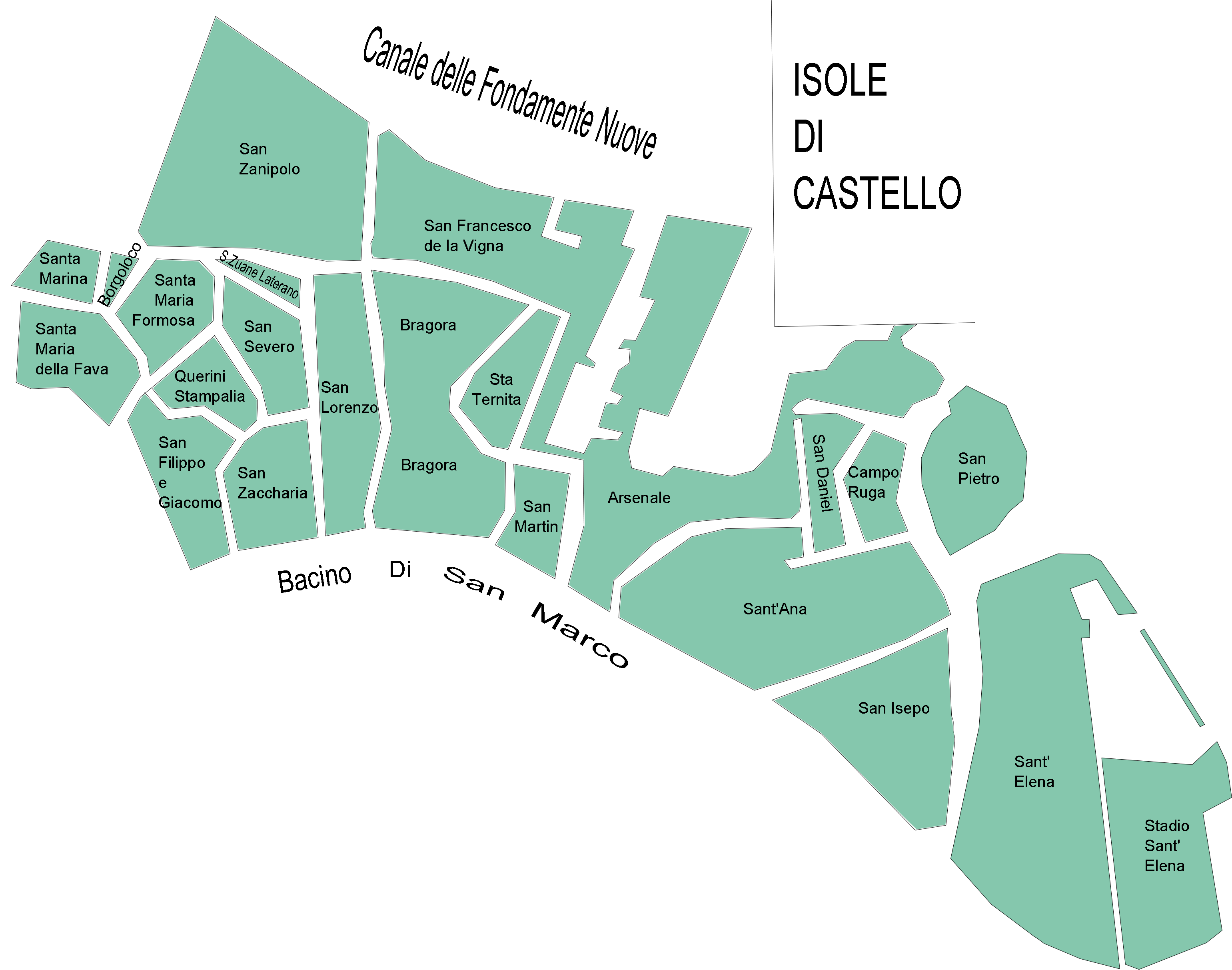
Einzelinseln im Sestiere Castello, mit Sant’Elena im Osten

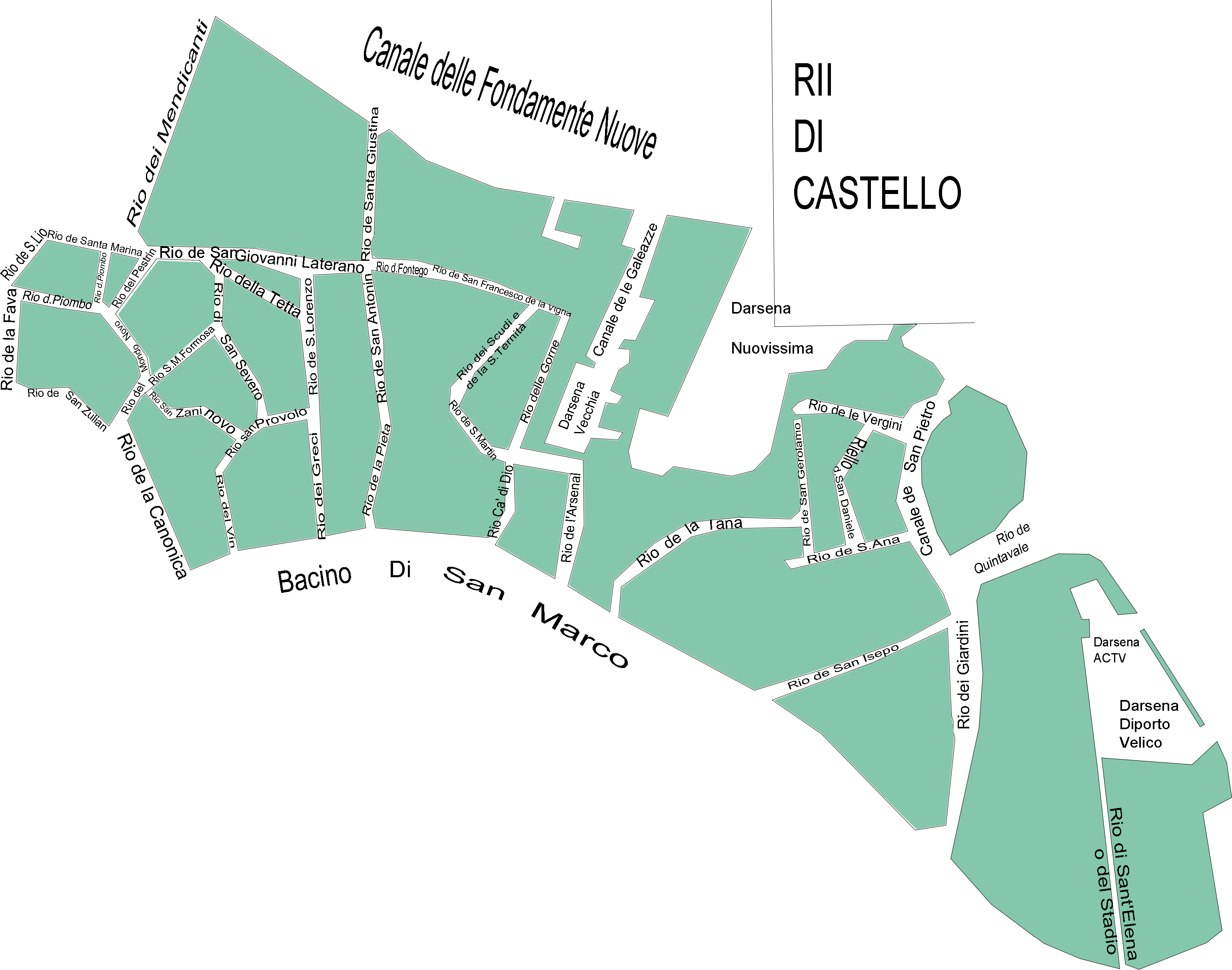
Wasserwege im Sestiere Castello, mit Sant’Elena im Osten

Sant’Elena ist eine kleine Insel in der Lagune von Venedig. Sie hat eine Fläche von 34 Hektar, genauer 335.275 m².

## Geographie
Sant’Elena liegt am östlichen Ende der Stadt und ist mit dieser durch fünf Brücken verbunden, und von dieser getrennt durch den Rio di Sant’Elena o del Stadio, ein 12 m breiter und 460 m langer Wasserweg. Sie gehört zum Stadtteil (Sestiere) Castello. Früher endete die Stadt im Bereich S. Antonio, wo sich heute die Giardini Pubblici und das Gelände der Biennale befinden.

## Geschichte

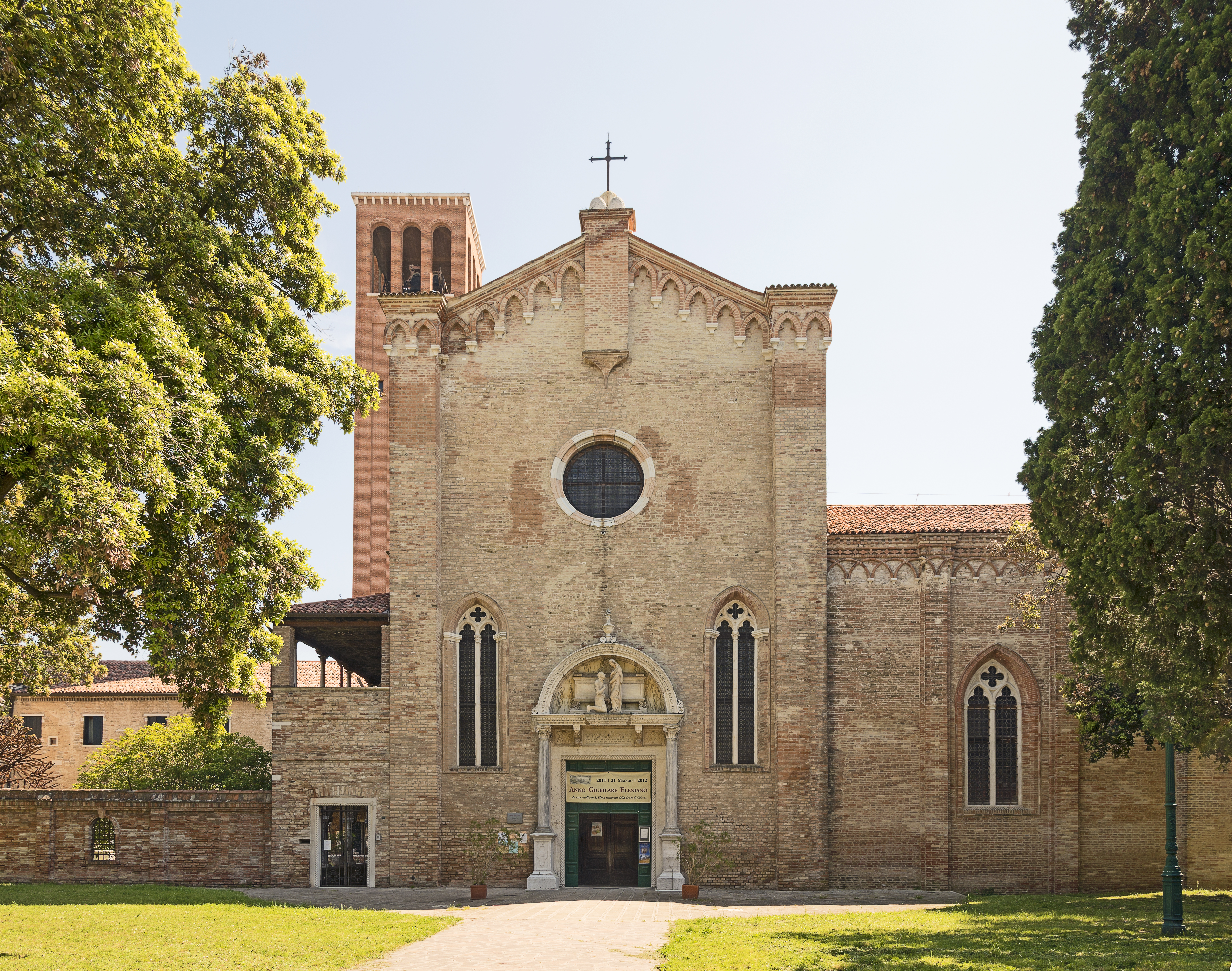
Kirche von Sant’Elena

Die Insel entstand in der heutigen Form und Verbindung mit der Stadt während der zwanzigjährigen faschistischen Herrschaft, vor allem durch Aufschüttung und Melioration. Den Namen gab ihr die Kirche Sant’Elena Imperiatrice, die sich unmittelbar am Wasser erhebt. Die Kirche stammt aus dem 13. Jahrhundert, sie wurde anlässlich der Überführung der sterblichen Hülle der Heiligen Helena aus dem Orient errichtet. Mönche von San Oliveto, die zu dieser Zeit das ehemalige Kloster bewohnten, leisteten um das Jahr 1435 wertvolle Arbeiten, um die Kirche vor dem Verfall zu retten.
Im Jahre 1807 fanden die letzten religiösen Handlungen statt, danach wurde die Kirche ihrer Einrichtung und der Religionsausübung dienenden Geräte entledigt. Erst 1928, nach den durchgeführten Verbesserungsarbeiten und Ausbau Sant’Elenas als Wohnviertel, wurde das Gotteshaus wieder eröffnet.
Über dem Eingangsportal befindet sich in einer Lünette eine Darstellung der Anbetung der Heiligen Elena durch den Commandante Vittore Cappello, ein Werk des Veroneser Bildhauers Antonio Rizzo.
Heute wird die Kirche von den Dienern Marias verwaltet; Werke verschiedener Künstler lohnen jederzeit einen Besuch.

## Bewohner und Bebauung

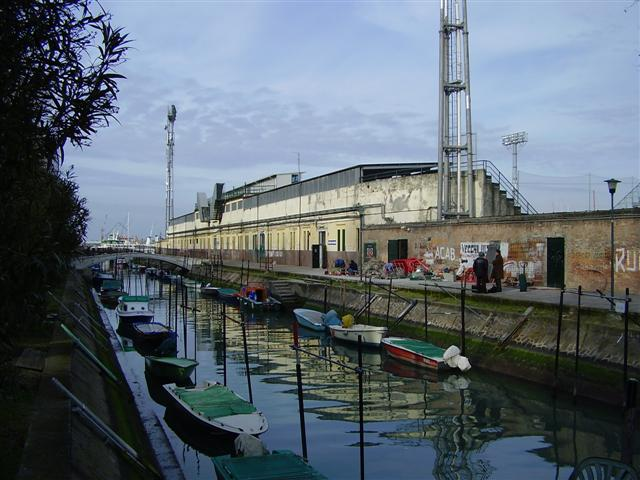
Venedigs Fußballstadion auf Sant’Elena

Auf Sant’Elena finden sich überwiegend Gebäude für ältere Menschen, die in einfachen Verhältnissen wohnen.
Die Kadetten der Marineschule Francesco Morosini, die sich auf Sant’Elena befindet, verlassen in ihrer Freizeit die Insel, da es außer dem großen „Parco delle Rimembranze“ (Park der Erinnerungen) keinerlei Möglichkeiten zu Freizeitaktivitäten gibt. Nur wenige Fußballspiele finden im Stadion Venedigs auf Sant’Elena statt und beleben kaum das spärliche örtliche Geschäftsleben, so dass auf Dauer kaum Verdienst erwächst, um weiter zu existieren.
Der an die Insel angrenzende Yachthafen bietet zwar eine malerische Kulisse, hat aber auf das Geschäftsleben in der Umgebung keinen Einfluss. Unternehmer wollen die Insel beleben, indem sie für einen Zeitraum von zehn Jahren Steuerfreiheit verlangen, sollten sie dort investieren. Noch ist keine Entscheidung gefallen.